# Барон Аддингтон
Барон Аддингтон из Аддингтона в графстве Бакингемшир — наследственный титул в системе Пэрства Соединенного Королевства. Он был создан 22 июля 1887 года для британского бизнесмена и консервативного политика, Джона Хаббарда (1805—1889). Он был главой фирмы «John Hubbard & Co» и председателем Банка Англии (1853—1855), а также заседал в Палате общин Великобритании от Бакингема (1859—1868) и Лондона (1874—1887). Его старший сын, Эгертон Хаббард, 2-й барон Аддингтон (1842—1915), был партнером в семейной фирме «John Hubbard & Co» и представлял Бакингем в Палате общин от консервативной партии (1874—1880, 1886—1889). Его преемником стал его старший сын, Джон Геллибранд Хаббард, 3-й барон Аддингтон (1883—1966). Он трижды избирался мэром Бакингема. После смерти его младшего брата, Рэймонда Эгертона Хаббарда, 4-го барона Аддингтона (1884—1971), линия старшего сына первого барона прервалась. Титул унаследовал его двоюродный брат, Джеймс Хаббард, 5-й барон Аддингтон (1930—1982). Он был внуком достопочтенного Сесила Джона Хаббарда (1846—1926), третьего сына первого барона.
По состоянию на 2024 год носителем титула являлся его старший сын, Доминик Брайс Хаббард, 6-й барон Аддингтон (род. 1963), который стал преемником своего отца в 1982 году. Он является одним из девяноста избранных наследственных пэров, которые остаются в Палате лордов после принятия Акта Палаты лордов 1999 года. Лорд Аддингтон является членом Партии либеральных демократов.

## Бароны Аддингтон (1887)
- 1887—1889: Джон Геллибранд Хаббард, 1-й барон Аддингтон (21 марта 1805 — 28 августа 1889), сын Джона Хаббанда (1776—1847)[1];
- 1889—1915: Полковник Эгертон Хаббард, 2-й барон Аддингтон (29 декабря 1842 — 14 июня 1915), старший сын предыдущего[2];
- 1915—1966: Майор Джон Геллибранд Хаббард, 3-й барон Аддингтон (7 июня 1883 — 20 июня 1966), старший сын предыдущего[3];
- 1966—1971: Рэймонд Эгертон Хаббард, 4-й барон Аддингтон (11 ноября 1884 — 17 августа 1971), младший брат предыдущего[4];
- 1971—1982: Джеймс Хаббард, 5-й барон Аддингтон (3 ноября 1930 — 26 июня 1982), старший сын Джона Фрэнсиса Хаббанда (1880—1953), внук достопочтенного Сесила Джона Хаббарда (1846—1926), третьего сына первого барона Аддингтона[5];
- 1982 — настоящее время: Доминик Брайс Хаббард, 6-й барон Аддингтон (род. 24 августа 1963), старший сын предыдущего[6];
  - Наследник титула: достопочтенный Майкл Уолтер Лесли Хаббард (род. 6 июля 1965), младший брат предыдущего[7].